# Ophiderpeton
Ophiderpeton (від грецького: ὄφῐς óphis, «змія» та грецького: ἑρπετόν herpetón «повзучий») — вимерлий рід аїстоподих тетраподоморфів, що жив із раннього карбону до ранньої пермі. Залишки цього роду широко поширені й були знайдені в Огайо, США, Ірландії та Чехії (Центральна Європа).
Як і інші аїстоподи, Ophiderpeton був змієподібним, без будь-яких слідів кінцівок. Його тіло було близько 70 сантиметрів у довжину, з 230 хребцями. Череп розміром 15 міліметрів і великими, спрямованими вперед очима, свідчить про мисливський спосіб життя. Ймовірно, він жив у норах, харчуючись комахами, хробаками, багатоніжками та равликами.
До роду віднесено багато видів, відомі подібні тварини Phlegethontia та Sillerpeton. Більш ранній рід, Lethiscus, відомий з карбону та ранньої пермі.